# Dominik Zeh
Dominik Zeh (ur. 19 września 1977) – niemiecki zapaśnik startujący w stylu wolnym. Zajął siedemnaste miejsce na mistrzostwach Europy w 2005. Złoty medalista wojskowych MŚ w 2000 i drugi 2003. Piąty w Pucharze Świata w 2003 roku.
Mistrz Niemiec w 2004 i 2005; drugi w 2003 i 2006, a trzeci w 2000 roku.